# Attacco con testo in chiaro noto
L'attacco con testo in chiaro noto è un tipo di attacco crittanalitico dove l'attaccante è in possesso sia del testo in chiaro sia del testo cifrato e ne può disporre per ottenere ulteriori informazioni segrete, come ad esempio la chiave di cifratura.

## Storia
Nella località inglese di Bletchley Park, durante la Seconda guerra mondiale, furono fatti enormi sforzi per sfruttare al massimo i messaggi cifrati con le macchine Enigma partendo da testi in chiaro noti o ripetitivi. Questi testi erano chiamati crib (un po' di aiuto) e potevano essere, ad esempio, le condizioni climatiche di una particolare località: in genere, infatti, questi messaggi contenevano il nome del posto e frasi ripetitive, come ad esempio wetter (tedesco per tempo) sempre nelle stesse posizioni.
Un altro metodo era quello di indurre i Nazisti a produrre messaggi identici. Questa tecnica fu chiamata gardening (giardinaggio). Ad esempio, se i Nazisti avevano recentemente bonificato una particolare area dalle mine, l'esercito inglese poteva far credere (e spesso lo faceva anche per davvero) di aver riminato la stessa zona, in modo che i messaggi nemici contenessero la parola minen (tedesco per mine) ed il nome della località. Oggi questo tipo di attacco è inquadrato in quelli condotti con testo in chiaro scelto.
L'Ufficio Cifrari polacco aveva già usato i crib nelle prime crittanalisi dell'Enigma: era stato infatti notato che i Nazisti utilizzavano il termine "ANX" molto spesso, ed avevano scoperto che altro non era che l'unione della parola tedesca "An", che significa "a", e della lettera "X", utilizzata come spazio.
Gli archivi di file cifrati, come ad esempio gli archivi ZIP, sono in genere molto inclini a questo attacco. Ad esempio, un attaccante con un file ZIP cifrato necessita di un unico file decifrato estratto dall'archivio, che forma il testo in chiaro noto, per poter recuperare la chiave di cifratura (grazie all'utilizzo di diversi software disponibili pubblicamente) in maniera istantanea e decifrare così l'intero archivio. Per ottenere questo file decifrato l'attaccante potrebbe ricercare nel sito da cui ha prelevato l'archivio un file adatto allo scopo da un altro archivio non cifrato, oppure cercando di ricostruire manualmente un file di testo in chiaro possedendo il nome del file nell'archivio cifrato.
I cifrari classici sono in genere vulnerabili a questo tipo di attacco. Ad esempio, il cifrario di Cesare può essere violato utilizzando una singola lettera del testo in chiaro ed una del testo cifrato per decifrare l'intero messaggio. Un cifrario a sostituzione monoalfabetica necessita di diverse coppie di lettere e di un po' di tentativi se contiene meno di 26 coppie differenti (26 sono le lettere dell'alfabeto internazionale).